# Miccolamia laosensis

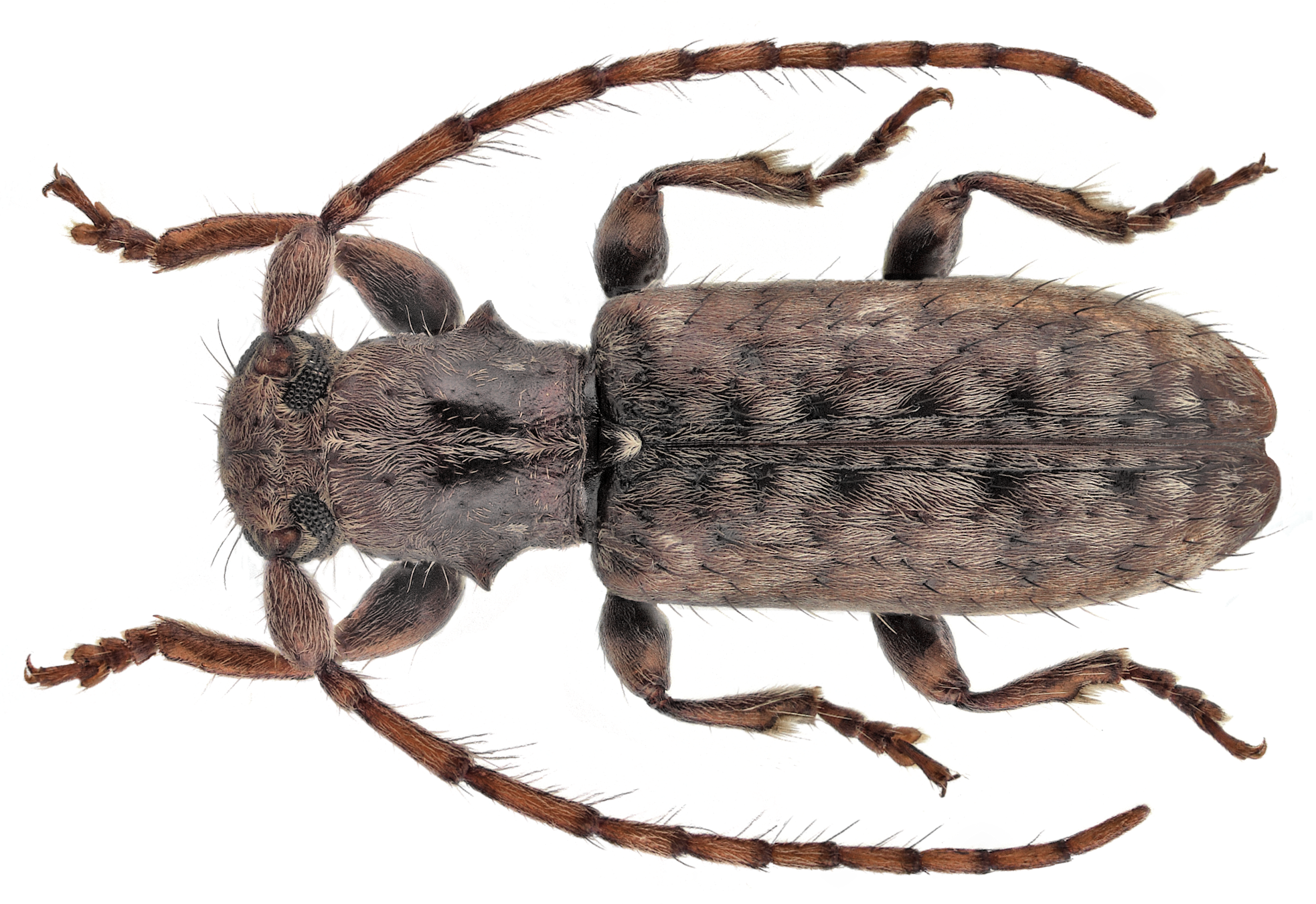
Miccolamia laosensis

Miccolamia laosensis är en skalbaggsart som beskrevs av Stefan von Breuning 1962. Miccolamia laosensis ingår i släktet Miccolamia och familjen långhorningar.
Artens utbredningsområde är Laos. Inga underarter finns listade i Catalogue of Life.